# Zarzecze
Zarzecze è un comune rurale polacco del distretto di Przeworsk, nel voivodato della Precarpazia.
Ricopre una superficie di 49,24 km² e nel 2004 contava 7 156 abitanti.